# LOVEなシーン
「LOVEなシーン」（英題：Lovely Scene）は、松室政哉の6作目のデジタルシングル。

## 解説
- 5thデジタルシングル「ホットミルク」から約4か月ぶりのリリース。
- コラボリリース第2弾。

## 収録曲
1. LOVEなシーン
  - 作詞：松室政哉、真行寺貴秋／作曲・編曲：松室政哉、BRADIO

## 演奏
- 松室政哉
  - Vocal, Chorus, Synthesizer
- 真行寺貴秋
  - Vocal, Chorus
- 坂本暁良
  - Drums
- 酒井亮輔
  - Bass
- 大山聡一
  - Electric Guitar